# المماليك (فلم)
المماليك هو فيلم مصري عرض عام 1965، بطولة عمر الشريف ونبيلة عبيد وعماد حمدي وحسين رياض، ومن إخراج عاطف سالم.

## قصة الفيلم
بعد معاناة الشعب من ظلم الأمير شركس، يتكتل أفراد الشعب وينظمون المقاومة الشعبية للتخلص من الحاكم الشركسي وقائد حرسه، ينضم الحبيبان أحمد وقمر للمقاومة رغم ألوان العذاب التي يلقونها ويصمم أحمد على الانتقام لمقتل أمه على أيديهم.

## طاقم التمثيل
- عمر الشريف: (أحمد)
- نبيلة عبيد: (قمر)
- عماد حمدي: (الوزير جعفر)
- حسين رياض: (الأمير شركس)
- صلاح جاهين: (الشيخ سيد)
- فاخر فاخر: (محمود الحداد - والد قمر)
- أمينة رزق: (والدة أحمد)
- صلاح نظمي: (أيبك)
- محمد السبع: (شيخ الجامع)
- أحمد الحداد: (بهلول)
- محمد صبيح
- محمد الطوخي: (الشيخ مصباح)
- سامية رشدي
- سعيد خليل: (مساعد الوزير جعفر)
- جمال إسماعيل
- آمال صادق
- حسين إسماعيل: (تاجر)
- إبراهيم حشمت: (إسماعيل الدرة)
- ناهد صبري: (إحدى الجواري)
- إيناس عبد الله
- علي كامل
- عبد النبي محمد

## فريق العمل
- إخراج: عاطف سالم
- قصة: نيروز عبد الملك
- سيناريو: عبد الحي أديب
- حوار: محمد مصطفى سامي
- مدير التصوير: عبد الحليم نصر
- مونتاج: ألبير نجيب
- إنتاج: أفلام حلمي رفلة
- موسيقى تصويرية: علي إسماعيل
- توزيع: الشرق للتوزيع